# Mount Sterling (Iowa)
Mount Sterling é uma cidade localizada no estado americano de Iowa, no Condado de Van Buren.

## Demografia
Segundo o censo americano de 2000, a sua população era de 40 habitantes.
Em 2006, foi estimada uma população de 37, um decréscimo de 3 (-7.5%).

## Geografia
De acordo com o United States Census Bureau tem uma área de
1,0 km², dos quais 1,0 km² cobertos por terra e 0,0 km² cobertos por água. Mount Sterling localiza-se a aproximadamente 207 m acima do nível do mar.

## Localidades na vizinhança
O diagrama seguinte representa as localidades num raio de 20 km ao redor de Mount Sterling.